# Setiu
Huyện Setiu là một huyện thuộc bang Terengganu của Malaysia. Huyện Setiu có dân số thời điểm năm 2010 ước tính khoảng 55038 người.